# 林孔 (奇里基省)
林孔是巴拿马奇里基省瓜拉卡区的一个城市。 该市面积为66.3平方（25.6平方英里），2010年时人口为1,547，故其人口密度为23.3名居民每平方（60名居民每平方英里）。 1990年时人口为1,200，2000年时人口为1,364。